# Fryderyk Chopin (moneta kolekcjonerska 50 złotych)
Fryderyk Chopin – moneta kolekcjonerska, wybita w srebrze, o nominale 50 zł, wyemitowana przez Narodowy Bank Polski 18 listopada 1972, zarządzeniem z dnia 31 października 1972 r. Z formalnego punktu widzenia, przestała być prawnym środkiem płatniczym z dniem denominacji z 1 stycznia 1995 roku, rozporządzeniem prezesa Narodowego Banku Polskiego z dnia 18 listopada 1994 (Monitor Polski nr 61 poz 541).
Moneta była bita w ramach serii tematycznej Wielcy Polacy.

## Awers
W centralnym punkcie umieszczono godło – orła bez korony, poniżej napis „50 ZŁ”, po obu strona orła rok emisji 1972 lub 1974, pod łapą orła znak mennicy w Warszawie, dookoła napis „POLSKA RZECZPOSPOLITA LUDOWA”.

## Rewers
Na tej stronie monety znajduje się lewy profil Fryderyka Chopina, dookoła napis „FRYDERYK CHOPIN 1810–1849”, z prawej strony, przy szyi, monogram projektanta J.J.

## Nakład
Monetę wybito w Mennicy Państwowej w Warszawie, stemplem lustrzanym, w srebrze próby 750, na krążku o średnicy 30 mm, masie 12,75 grama, z rantem gładkim, w nakładzie 49 999 sztuk (z datą 1972) oraz 10 375 (z datą 1974). Projektantem był Jerzy Jarnuszkiewicz.

## Opis
Pięćdziesięciozłotówka z Fryderykiem Chopinem jest pierwszą monetą kolekcjonerską i jednocześnie pierwszą monetą pięćdziesięciozłotową okresu PRL. Jako jedna z trzech monet kolekcjonerskich (dwóch obiegowych i jednej próbnej), została wybita z dwoma różnymi datami na awersie. Pozostałe monety to:
- Mikołaj Kopernik – moneta kolekcjonerska 100 złotych (lata 1973 i 1974),
- Pomnik Szpital Centrum Zdrowia Matki Polki - próbna moneta kolekcjonerska 1000 złotych (lata 1985 i 1986)[1].

## Powiązane monety
Z identycznym rysunkiem rewersu Narodowy Bank Polski wyemitował monetę kolekcjonerską w złocie Au900, o nominale 2000 złotych, średnicy 21 mm, masie 8 gramów, z rantem gładkim.

## Wersje próbne
Monetę wybito również w serii monet próbnych w niklu, z datą 1972 w nakładzie 500 sztuk, z wypukłym napisem PRÓBA. Znane są również próbne wersie technologiczne:
- z datą 1972, w srebrze, z wypukłym napisem PRÓBA (20 sztuk),
- z datą 1972, w niklu, bez napisu PRÓBA (nakład nieznany),
- z datą 1972, w miedzioniklu, bez napisu PRÓBA (nakład nieznany),
- z datą 1974, w miedzioniklu, bez napisu PRÓBA (nakład nieznany),
- z datą 1974, w aluminium, bez napisu PRÓBA (nakład nieznany).

W serii monet próbnych niklowych i jednocześnie w jako moneta próbna kolekcjonerska w srebrze, z napisem PRÓBA, wybity został również konkurencyjny projekt pięćdziesięciozłotówki z Fryderykiem Chopinem z półprofilu, tego samego autora, w nakładach odpowiednio 500 i 14 622 sztuk. Moneta ta występuje również w odmianach bez napisu PRÓBA w metalach (nikiel, srebro, brąz, miedź), oraz z napisem PRÓBA w metalach cynk i aluminium. Ostatnia aluminiowa wersja istnieje również w stemplu odwróconym.